# Červenka (Olomouc)
Červenka é uma comuna checa localizada na região de Olomouc, distrito de Olomouc.